# C'est quoi cette mamie ?!
Série
C'est quoi cette famille ?!
(2016) C'est quoi ce papy ?!
(2021)
Pour plus de détails, voir Fiche technique et Distribution.
C'est quoi cette mamie ?! est une comédie française coécrite et réalisée par Gabriel Julien-Laferrière, sortie en 2019. Il s’agit de la suite de C'est quoi cette famille ?!, du même réalisateur (2016).

## Synopsis

### Intrigue
Après trois ans de colocation, la tribu des sept demi-frères et sœurs doit quitter l'appartement avant la rentrée. Chacun est donc envoyé chez ses parents respectifs, à l'exception du jeune Gulliver qui, lui, est envoyé chez mamie Aurore. Le hic est que cette grand-mère préfère faire la fête plutôt que de s'occuper de son petit-fils. La joyeuse tribu est donc de retour pour venir à la rescousse de Gulliver et faire vivre à Mamie Aurore des vacances inoubliables.

## Fiche technique
Sauf indication contraire, les informations mentionnées dans cette section peuvent être confirmées par la base de données cinématographiques Unifrance,  présente dans la section « Liens externes ».
- Titre original : C’est quoi cette mamie ?!
- Réalisation : Gabriel Julien-Laferrière
- Scénario : Gabriel Julien-Laferrière et Sébastien Mounier
- Décors : Mathieu Menut
- Costumes : Noémie Veissier
- Photographie : Cyril Renaud
- Montage : Thomas Béard
- Son : Éric Chevalier, Olivier Mortier, Alain Sironval et Roland Voglaire
- Musique : Frédéric Fortuny
- Production : Yves Darondeau et Emmanuel Priou
- Sociétés de production : Bonne Pioche ; TF1 Studio, M6 Films et Rezo Productions (coproductions)
- Sociétés de distribution : UGC Distribution ; Vertigo Films Distribution (Belgique)
- Budget : 6,3 millions d'euros[réf. souhaitée]
- Pays d'origine :  France
- Langue originale : français
- Format : couleur - 2,39:1
- Genre : comédie
- Durée : 99 minutes
- Dates de sortie :
  - Belgique, France : 7 août 2019

## Distribution
- Chantal Ladesou : Aurore, la mère de Sophie et Agnès, et la grand-mère de Bastien, Clara, Gulliver, Léopoldine et Juliette
- Julie Gayet : Sophie, la fille d'Aurore, la sœur d'Agnès, et la maman de Bastien, Clara et Gulliver
- Thierry Neuvic : Philippe, le 1er mari de Sophie, et le papa de Bastien et Oscar
- Nino Kirtadzé : Madeleine, l'ex-femme de Philippe, et la maman d'Oscar
- Philippe Katerine : Claude, le 2e mari de Sophie, et le papa de Clara, 3e mari d'Agnès, et père des jumelles[2].
- Lucien Jean-Baptiste : Hugo, le 3e mari de Sophie, et le papa de Gulliver et d'Eliott
- Claudia Tagbo : Babette, l'ex-femme d'Hugo, et la maman d'Eliott
- Julie Depardieu : Agnès, la fille d'Aurore, la sœur de Sophie, et la maman de Léopoldine, Juliette et des jumelles[2].
- Arié Elmaleh : Paul, le 1er mari d'Agnès, et le papa de Léopoldine
- Sadio Diallo : Gulliver, le fils de Sophie et Hugo
- Violette Guillon : Clara, la fille de Sophie et Claude
- Teïlo Azaïs  : Bastien, le fils de Sophie et Philippe
- Luna Aglat : Léopoldine, la fille d'Agnès et de Paul
- Benjamin Doubba-Paris : Eliott, le fils de Babette et d'Hugo
- Chann Aglat : Juliette, la fille d'Agnès[3]
- Lilian Dugois : Oscar, le fils de Madeleine et Philippe

## Accueil

### Critiques
Le site Allociné recense une moyenne des critiques presse de 2,5/5 pour huit titres de presse[réf. souhaitée].

### Box-office
| Pays ou région | Box-office        | Date d'arrêt du box-office | Nombre de semaines |
| -------------- | ----------------- | -------------------------- | ------------------ |
| France         | 1 179 928 entrées | 22 octobre 2019            | 11                 |
| Total mondial  | 9 096 269 $       | -                          | -                  |

## Sélection
- Festival de Cannes 2019 : sélection « Écrans de Cannes Junior », hors compétition